# Breithorn (Lauterbrunnen)
Il Breithorn (3.780 m s.l.m. - detto anche in modo più completo e per distinguerlo da varie omonimie: Breithorn della Lauterbrunnental) è una montagna delle Alpi Bernesi.

## Descrizione
Si trova lungo la linea di confine tra il Canton Berna ed il Canton Vallese e contorna a sud la Lauterbrunnental.

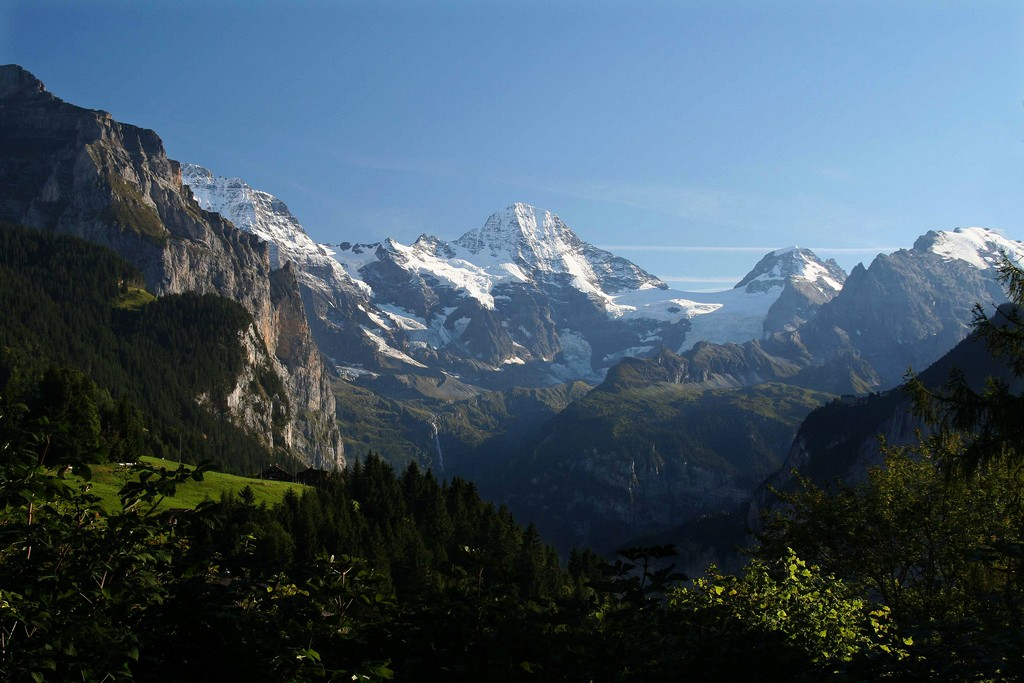
Il Breithorn visto dalla Lauterbrunnental.